# Terreur dans la brousse
Ne doit pas être confondu avec Terreur dans la brousse (film).
Terreur dans la brousse, L'histoire vraie des lions mangeurs d'hommes de Tsavo est un livre de Michel Louis relatant un épisode qui compte parmi les plus insolites de l'histoire du continent africain : en 1898, deux lions féroces firent près de cent-quarante victimes dans un chantier ferroviaire, dans l'actuel Parc national de Tsavo East au Kenya. 
Ils furent abattus au cours de longs mois de chasse par le Lieutenant-colonel John Henry Patterson, de la Compagnie britannique impériale d'Afrique de l'Est. L'évènement fut même mentionné à la Chambre des lords, au Parlement britannique, par le premier Ministre de l'époque, Lord Salisbury. Le président américain Théodore Roosevelt se passionna pour cette histoire et demanda que les dépouilles des deux lions soient conservées au Field Museum de Chicago, dans l'Illinois.
Une partie du livre est consacrée à la conservation de la biodiversité et au soutien humanitaire aux populations locales. Selon Michel Louis, comme les politiques de développement semblent inappropriées et les infrastructures de santé insuffisantes, la nature se dégrade inévitablement et la gestion des conflits entre l'homme et l'animal se révèle être chaotique .
Terreur dans la brousse a fait l'objet d'une émission de Franck Ferrand sur Europe 1.